# Erylus oxyaster
Erylus oxyaster is een sponzensoort uit de familie Geodiidae in de klasse gewone sponzen (Demospongiae).
De wetenschappelijke naam van de soort werd in 1910 gepubliceerd door Lendenfeld.